# Carter's Choice
Carter's Choice is de dertiende aflevering van het vierde seizoen van de televisieserie ER, die voor het eerst werd uitgezonden op 29 januari 1998.

## Verhaal
De serieverkrachter wordt eindelijk opgepakt, tijdens zijn arrestatie raakt hij gewond en heeft medische hulp nodig. Er ontstaat bloedtekort op de SEH, de verdachte heeft bloed nodig en dr. Carter twijfelt of hij hem een bloedtransfusie moet geven. Als hij besluit om deze niet te geven krijgt hij een heftige discussie met dr. Del Amico. 
Dr. Weaver en Hathaway hebben een geestelijk gehandicapte als patiënte, zij geeft de geboorte van een kind. De patiënte is nu bang dat de kinderbescherming haar kind afpakt. Dr. Weaver en Hathaway besluiten om de patiënte te helpen met haar baby.
Dr. Benton beseft dat zijn zoon naar een kinderdagverblijf moet, hij krijgt in de zoektocht hulp van dr. Corday. Hij krijgt ook een romantische uitnodiging van dr. Corday, deze slaat hij beleefd af.
Dr. Weaver besluit dat Synergix niet de oplossing is voor de SEH, zij probeert nu het management over te halen om met hen te stoppen. Zij beseft dat de relatie tussen haar en dr. West nu zal eindigen.
Cynthia stort haar hart uit over haar en dr. Greene bij dr. Ross, alleen dr. Ross heeft andere dingen aan zijn hoofd en is nu niet echt geïnteresseerd in haar problemen.
Dr. Ross vertelt aan Hathaway dat hij kan wachten tot zij besluit wat zij wil met hun relatie. 

## Rolverdeling

### Hoofdrol
- Anthony Edwards - Dr. Mark Greene
- George Clooney - Dr. Doug Ross
- Noah Wyle - Dr. John Carter
- Jonathan Scarfe - Chase Carter
- Eriq La Salle - Dr. Peter Benton
- Laura Innes - Dr. Kerry Weaver
- Alex Kingston - Dr. Elizabeth Corday
- Maria Bello - Dr. Anna Del Amico
- Clancy Brown - Dr. Ellis West
- John Aylward - Dr. Donald Anspaugh
- Gloria Reuben - Jeanie Boulet
- Julianna Margulies - verpleegster Carol Hathaway
- Ellen Crawford - verpleegster Lydia Wright
- Deezer D - verpleger Malik McGrath
- Laura Cerón - verpleegster Chuny Marquez
- Conni Marie Brazelton - verpleegster Connie Oligario
- Gedde Watanabe - verpleger Yosh Takata
- George Eads - ambulancemedewerker Greg Powell
- Montae Russell - ambulancemedewerker Dwight Zadro
- Emily Wagner - ambulancemedewerker Doris Pickman
- Brian Lester - ambulancemedewerker Brian Dumar
- J.P. Hubbell - ambulancemedewerker Lars Audia
- Abraham Benrubi - Jerry Markovic
- Lisa Nicole Carson - Carla Reese

### Gastrol
- Lily Knight - Mary Cochran
- Rebecca Tilney - Judy Cochran
- Chris Coppola - politieagent
- Mariska Hargitay - Cynthia Hooper
- David Sommer - Robert
- Victor Williams - Roger McGrath
- Jeremy Michael Davis - Jack Miller

en vele andere